# Hollermayera valdiviana
Hollermayera valdiviana là một loài thực vật có hoa trong họ Cải. Loài này được (Phil.) Ravenna mô tả khoa học đầu tiên năm 1981.